# Rubén Pros
Rubén Pros, né le 5 mars 1990, est un athlète espagnol, spécialiste du sprint et du relais.
Son club est le Medilast Sport.
Son meilleur temps sur 100 m est de 10 s 57 (Barcelone, 2009). Le 31 juillet 2010, il permet la qualification de l'Espagne en finale du 4 × 100 m lors des Championnats d'Europe d'athlétisme 2010, toujours à Barcelone, en 39 s 30 (dernier relayeur d'un relais composé d'Alain López, Ángel David Rodríguez et d'Orkatz Beitia).